# ABU TV Song Festival 2017
Het ABU TV Song Festival 2017 was de zesde editie van het ABU TV Song Festival. Het ABU TV Song Festival is een non-competitief festival dat afgeleid is van het Eurovisiesongfestival. Bij deze versie mogen alleen de landen uit Azië en Oceanië deelnemen.
De zesde editie vond op 1 november 2017 plaats in de S1 SRT Studio in Chengdu in China. Het was de tweede keer dat China een ABU-evenement organiseerde. Het land organiseerde het jaar ervoor ook het ABU Radio Song Festival.
Er namen 14 landen deel aan het festival. Twee meer dan het voorgaande jaar. Turkmenistan en Zambia deden in 2017 voor het eerst mee aan het ABU TV Song Festival. India en Maleisië namen opnieuw deel na beiden één jaar afwezigheid. Sri Lanka en Tunesië daarentegen deden niet meer mee aan de zesde editie van het festival.

## Deelnemende landen
| Volgorde | Land         | Taal              | Artiest                 | Lied                         |
| -------- | ------------ | ----------------- | ----------------------- | ---------------------------- |
| 1        | Macau        | Mandarijn         | Catalyser               | Midnight is the time for God |
| 2        | Afghanistan  | Arabisch          | Ghulam Mahiuddin Farukh | Qarsak Song                  |
| 3        | India        | Hindi             | Shri Kailash Kher       | Saiyaan                      |
| 4        | Zambia       | Engels en Swahili | Hezron Ngosa            | Munidangilienge              |
| 5        | Vietnam      | Vietnamees        | Lương Nguyệt Ánh        | Hồ trên núi                  |
| 6        | Indonesië    | Indonesisch       | Januarisman             | Blue night                   |
| 7        | Zuid-Korea   | Koreaans          | Mamamoo                 | Yes, I am                    |
| 8        | China        | Mandarijn         | Yisa Yu                 | Tea                          |
| 9        | Turkmenistan | Turkmeens         | Sohbet Kasimov          | With you                     |
| 10       | Hongkong     | Kantonees         | Alvin Ng                | How can I do                 |
| 11       | Kazachstan   | Kazachs           | Gazret Yerzhanov        | Yapurai                      |
| 12       | Japan        | Japans            | LiSA                    | Catch the moment             |
| 13       | Malediven    | Divehi            | Mohamed Thasneem        | A tourists view              |
| 14       | Maleisië     | Maleis            | Syameel                 | Lebih Sempurna               |

2012 · 2013 · 2014 · 2015 · 2016 · 2017 · 2018 · 2019 · 2020 · 2021 · 2022 · 2023 · 2024 · 2025

Zie ook: ABU Radio Song Festival